# Élections aux Cortes d'Aragon de 1987
Les élections aux Cortes d'Aragon de 1987 (en espagnol : Elecciones a las Cortes de Aragón de 1987) se tiennent le dimanche 10 juin 1987, afin d'élire les 67 députés de la IIe législature des Cortes d'Aragon pour un mandat de quatre ans.

## Mode de scrutin
Les Cortes d'Aragon (Cortes de Aragón) est une assemblée parlementaire monocamérale constituée de 67 députés (diputados) élu pour une législature de quatre ans au suffrage universel direct selon les règles du scrutin proportionnel d'Hondt par l'ensemble des personnes résidant dans la communauté autonome où résidant momentanément à l'extérieur de celle-ci, si elles en font la demande.

### Convocation du scrutin
Conformément à l'article 18 du statut d'autonomie de l'Aragon, les Cortes sont élues pour un mandat de quatre ans. L'article 11 de la loi électorale aragonaise du 18 février 1987 précise que les élections sont convoquées au moyen d'un décret du président de la députation générale d'Aragon, signé 25 jours avant la fin du mandat et publié au Journal officiel, le scrutin devant se tenir entre le 54e et le 60e jour suivant la publication du décret.

### Nombre de députés par circonscription
Puisque l'article 19 du statut d'autonomie prévoit que « les Cortes seront composées par un nombre de députés compris entre 60 et 75 », l'article 13 de la loi électorale dispose que le nombre de parlementaires est fixé à 67 et attribue à chaque circonscription 13 sièges, les 28 mandats restant étant distribués en fonction de la population provinciale, l'article 12 énonce effectivement que « chaque province constitue une circonscription électorale. »
Le décret de convocation des élections, publié le 14 avril 1987, dispose que la circonscription de Huesca se voit attribuer 18 députés, la circonscription de Teruel 16 députés et la circonscription de Saragosse 33 députés.

### Présentation des candidatures
Peuvent présenter des candidatures, : 
- les partis et fédérations de partis inscrits auprès des autorités ;
- les coalitions de partis et/ou fédérations inscrites auprès de la commission électorale au plus tard dix jours après la convocation du scrutin ;
- les groupes d'électeurs bénéficiant du parrainage d'au moins 1 % des électeurs de la circonscription.

### Répartition des sièges
Seules les listes ayant recueilli au moins 3 % des suffrages exprimés dans une circonscription peuvent participer à la répartition des sièges à pourvoir dans cette circonscription, qui s'organise en suivant différentes étapes : 
- les listes sont classées en une colonne par ordre décroissant du nombre de suffrages obtenus ;
- les suffrages de chaque liste sont divisés par 1, 2, 3... jusqu'au nombre de députés à élire afin de former un tableau ;
- les mandats sont attribués selon l'ordre décroissant des quotients ainsi obtenus[9].

## Campagne

### Principales forces politiques
| Force politique | Force politique                                                                                   | Force politique | Chef de file                                           | Idéologie                                                     | Résultats en 1983          |
| --------------- | ------------------------------------------------------------------------------------------------- | --------------- | ------------------------------------------------------ | ------------------------------------------------------------- | -------------------------- |
|                 | Parti socialiste ouvrier espagnol Partido Socialista Obrero Español                               | PSOE            | Santiago Marraco (Président de la députation générale) | Centre gauche Social-démocratie, progressisme, régionalisme   | 47,2 % des voix 33 députés |
|                 | Alliance populaire Alianza Popular                                                                | AP              | Ángel Cristóbal                                        | Droite Conservatisme, monarchisme                             | En coalition 13 députés    |
|                 | Parti aragonais régionaliste Partido Aragonés Regionalista                                        | PAR             | Hipólito Gómez de las Roces                            | Centre à centre droit Nationalisme aragonais, conservatisme   | 20,6 % des voix 13 députés |
|                 | Convergence alternative d'Aragon - Gauche unie Convergencia Alternativa de Aragón-Izquierda Unida | CAA-IU          | Antonio De las Casas                                   | Gauche radicale Écosocialisme, communisme, républicanisme     | 4,0 % des voix 2 députés   |
|                 | Centre démocratique et social Centro Democrático y Social                                         | CDS             | José Luis Merino                                       | Centre Libéralisme, social-libéralisme, démocratie chrétienne | 3,3 % des voix 1 député    |

## Résultat

### Total régional
| Représentation en hémicycle sur un axe gauche-droite du résultat. |                                                              |         |       |       |        |               |
| Partis                                                            | Partis                                                       | Voix    | %     | +/-   | Sièges | +/-           |
|                                                                   | Parti socialiste ouvrier espagnol (PSOE)                     | 227 877 | 36,19 | 10,99 | 27     | 6             |
|                                                                   | Parti aragonais régionaliste (PAR)                           | 179 732 | 28,54 | 7,95  | 19     | 6             |
|                                                                   | Alliance populaire (AP)                                      | 99 064  | 15,73 | Abs   | 13     | 1             |
|                                                                   | Centre démocratique et social (CDS)                          | 65 401  | 10,39 | 7,08  | 6      | 5             |
|                                                                   | Convergence alternative d'Aragon - Gauche unie (CAA-IU)      | 31 180  | 4,95  | 0,96  | 2      | en stagnation |
|                                                                   | Parti des travailleurs d'Espagne – Unité communiste (PTE-UC) | 8 409   | 1,34  | Nv    | 0      | en stagnation |
|                                                                   | Parti démocrate populaire (PDP)                              | 8 029   | 1,28  | Abs   | 0      | 5             |
|                                                                   | Autres                                                       | 10 020  | 1,59  | –     | 0      | en stagnation |
|                                                                   |                                                              |         |       |       |        |               |
| Votes valides                                                     | Votes valides                                                | 629 712 | 97,37 |       |        |               |
| Votes blancs                                                      | Votes blancs                                                 | 9 214   | 1,42  |       |        |               |
| Votes nuls                                                        | Votes nuls                                                   | 7 803   | 1,21  |       |        |               |
| Total                                                             | Total                                                        | 646 729 | 100   | –     | 67     | 1             |
| Abstentions                                                       | Abstentions                                                  | 281 133 | 30,30 |       |        |               |
| Inscrits / Participation                                          | Inscrits / Participation                                     | 927 862 | 69,70 |       |        |               |

### Par circonscription
|             |             |         |         |               |               |         |         |               |               |         |         |        |               |  |  |  |  |  |  |
| Sièges      | Sièges      | 18      | 18      | en stagnation | en stagnation | 16      | 16      | en stagnation | en stagnation | 33      | 33      | 1      | 1             |  |  |  |  |  |  |
|             |             |         |         |               |               |         |         |               |               |         |         |        |               |  |  |  |  |  |  |
|             |             | Nombre  | Nombre  | %             | %             | Nombre  | Nombre  | %             | %             | Nombre  | Nombre  | %      | %             |  |  |  |  |  |  |
| Inscrits    | Inscrits    | 167 722 | 167 722 | 100,00        | 100,00        | 120 596 | 120 596 | 100,00        | 100,00        | 639 544 | 639 544 | 100,00 | 100,00        |  |  |  |  |  |  |
| Abstentions | Abstentions | 49 903  | 49 903  | 29,75         | 29,75         | 34 700  | 34 700  | 28,77         | 28,77         | 196 530 | 196 530 | 30,73  | 30,73         |  |  |  |  |  |  |
| Votants     | Votants     | 117 819 | 117 819 | 70,25         | 70,25         | 85 896  | 85 896  | 71,23         | 71,23         | 443 014 | 443 014 | 69,27  | 69,27         |  |  |  |  |  |  |
| Nuls        | Nuls        | 1 658   | 1 658   | 1,41          | 1,41          | 874     | 874     | 1,02          | 1,02          | 5 271   | 5 271   | 1,19   | 1,19          |  |  |  |  |  |  |
| Blancs      | Blancs      | 1 714   | 1 714   | 1,45          | 1,45          | 1 268   | 1 268   | 1,48          | 1,48          | 6 232   | 6 232   | 1,41   | 1,41          |  |  |  |  |  |  |
| Exprimés    | Exprimés    | 114 447 | 114 447 | 97,14         | 97,14         | 83 754  | 83 754  | 97,50         | 97,50         | 431 511 | 431 511 | 97,40  | 97,40         |  |  |  |  |  |  |
|             |             |         |         |               |               |         |         |               |               |         |         |        |               |  |  |  |  |  |  |
| Partis      | Partis      | Voix    | %       | Sièges        | +/-           | Voix    | %       | Sièges        | +/-           | Voix    | %       | Sièges | +/-           |  |  |  |  |  |  |
|             | PSOE        | 41 849  | 36,57   | 7             | 3             | 30 408  | 36,31   | 7             | en stagnation | 155 620 | 36,06   | 13     | 3             |  |  |  |  |  |  |
|             | PAR         | 29 376  | 25,67   | 5             | 3             | 14 973  | 17,88   | 3             | 1             | 135 383 | 31,37   | 11     | 4             |  |  |  |  |  |  |
|             | AP          | 17 648  | 15,42   | 3             | en stagnation | 23 230  | 27,74   | 5             | 1             | 58 186  | 13,48   | 5      | en stagnation |  |  |  |  |  |  |
|             | CDS         | 13 847  | 12,10   | 2             | 2             | 8 661   | 10,34   | 1             | 1             | 42 893  | 9,94    | 3      | 2             |  |  |  |  |  |  |
|             | CAA-IU      | 5 933   | 5,18    | 1             | en stagnation | 2 438   | 2,91    | 0             | en stagnation | 22 809  | 5,29    | 1      | en stagnation |  |  |  |  |  |  |
|             | PDP         | 2 050   | 1,79    | 0             | 2             | 2 552   | 3,05    | 0             | 1             | 3 427   | 0,79    | 0      | 2             |  |  |  |  |  |  |
|             | Autres      | 3 744   | 3,27    |               |               | 1 931   | 2,31    |               |               | 13 193  | 3,06    |        |               |  |  |  |  |  |  |